# 淮海战役陵园
淮海战役陵园，为纪念中国共产党领导中国人民解放军取得第二次国共内战中淮海战役的胜利而建，位于中国徐州市南部，属泉山区，占地77万平方米，内有烈士纪念塔、战役纪念馆、总前委群雕、徐州国防园和碑林等主体建筑，及青年湖、青年广场、中心花坛等景点。

## 淮海战役烈士纪念塔
淮海战役烈士纪念塔矗立在园林主轴线西段，依山而建，面向朝阳。塔高38.15米，正面镶嵌着毛泽东主席亲笔提写的“淮海战役烈士纪念塔”九个镏金大字。塔体由回廊、角亭环抱。回廊内刻着烈士英名录。碑座两侧的大型浮雕，再现了中国人民解放军决战淮海的场面。

## 淮海战役战役纪念馆
淮海战役战役纪念馆与淮海战役烈士纪念塔同时新建，1965年开放，1995年免费开放。馆标由陈毅元帅提写。内有珍贵文物、历史照片、雕塑等展览物。共约2200件。

## 淮海战役总前委群雕
淮海战役总前委群雕有70块花岗岩雕刻而成，高7米，宽9.5米。展示总前委成员刘伯承、陈毅、邓小平、粟裕、谭震林五人的精神风貌。

## 徐州国防园
徐州国防园，1998年建成，由国防教育馆、兵器陈列场、模拟训练场、军体活动场组成，集知识性、趣味性和娱乐性于一体，是淮海经济区最大的军事博览场和国防教育基地。

## 淮海战役碑林
淮海战役碑林位于园林西北部，建立于1999年，有十一座碑亭、碑墙、七条碑廊、三个碑室、毛泽东塑像等景观组成。主碑正面和背面分别刻有毛泽东的“人民的胜利”和“关于淮海战役作战方针”的手迹，550多幅碑刻中汇集了中共的“老一辈革命家”、中国国家领导人、参加过淮海战役的将士以及著名学者、书法家的墨宝。